# Panther Power
" Panther Power " est une chanson de Tupac Shakur avec Ray Luv, et c'est l'un des premiers enregistrements de Tupac. La chanson a été produite par Chopmaster J, membre de Digital Underground et de Strictly Dope. La chanson a été publiée à titre posthume sur l'album Tupac: Resurrection and Beginnings: The Lost Tapes 1988-1991 . La chanson rend hommage au Black Panther Party et à la  mère de Tupac, Afeni Shakur, lorsqu'elle était membre de ce parti. La chanson traite de l' esclavage, du nationalisme noir et du racisme.